# Pau Juvillà i Ballester
Pau Juvillà i Ballester (Lleida, 1973) és un biòleg, escriptor i polític català, que treballa de tècnic en medi ambient. Vinculat a les lluites estudiantils i al sindicalisme llibertari, fou jutjat per insubmís al servei militar.
Juvillà encapçalà, amb Nogay Ndiaye, la llista de la CUP-Guanyem a la circumscripció de Lleida a les eleccions al Parlament de Catalunya de 2021 amb el propòsit de «socialitzar la necessària incorporació de l'eix ecologista en les propostes de transformació», resultant electe, i escollit posteriorment secretari tercer essent el primer representant de la CUP a la Mesa de la cambra.

## Trajectòria
És afiliat a la Confederació General del Treball, on ha estat delegat sindical, i és membre del Secretariat Nacional la Candidatura d'Unitat Popular (CUP) i d'Òmnium Cultural. Fou regidor de la Paeria de Lleida en la legislatura 2015-2019, fent arribar a la sala de plens de l'ajuntament la iniciativa veïnal per esborrar els noms franquistes del nomenclàtor de la ciutat i la retirada dels símbols feixistes presents.

### Inhabilitació
El març de 2019 fou denunciat a la Junta Electoral de Zona de Lleida, per la regidora de Ciutadans a la Paeria Ángeles Ribes, per un presumpte delicte de desobediència davant la negativa a retirar els llaços grocs de les finestres del despatx del grup municipal de la CUP del Palau de la Paeria durant la campanya de les eleccions generals espanyoles del 28 d'abril tot i les advertències de la Junta Electoral Central (JEC). La causa s'instruí en el jutjat d'instrucció núm. 3 de Lleida, en el qual la fiscalia li demanà vuit mesos de pena d'inhabilitació i quatre mesos de multa. No obstant això, quan el 12 de març de 2021 assumí el càrrec de diputat i secretari tercer de la Mesa al Parlament de Catalunya, obtingué la prerrogativa d'aforat i, en conseqüència, la causa es traslladà a la sala civil i penal del Tribunal Superior de Justícia de Catalunya (TSJC). Seguint aquest criteri, el 12 de juliol de 2021 el TSJC es declarà competent per a jutjar el cas, desestimà la petició de nul·litat presentada per la defensa i designà al magistrat Fernando Lacaba com a instructor de la causa en la seva fase de judici oral. Programat pel 22 de novembre de 2021, el judici quedà vist per sentència en una única sessió després que fiscalia li sol·licités 8 mesos d'inhabilitació i 1.440 euros de multa i Juvillà es defensés declarant que «no podíem autocensurar-nos i lesionar el nostre dret a la llibertat ideològica» i que «la Junta Electoral lesionava de manera directa la nostra llibertat ideològica, perquè ens obligava a retirar uns símbols que no són partidistes, sinó molt compartits, de denúncia d'una repressió política».
El 14 de desembre de 2021 fou condemnat per desobediència a 6 mesos d'inhabilitació i 1.080 euros de multa. Encara que la sentència no fos ferma, en qualsevol moment la JEC podia reclamar la retirada de l'escó en aplicació de la llei, supòsit que es feu realitat el 20 de gener de 2022 amb el pretext d'una «inelegibilitat sobrevinguda» (article 6.2 b) de la LOREG). L'endemà es realitzà una roda de premsa amb els representants independentistes de la Mesa del Parlament de Catalunya, inclosa la presidenta de la cambra Laura Borràs, així com el diputat dels Comuns Lucas Ferro, per a ratificar el seu compromís en la defensa de l'acta de Juvillà i posar en valor el dictamen aprovat per una àmplia majoria de 113 diputats (independentistes, comuns i PSC-Units) que protegia l'escó mentre no hi hagués sentència ferma. No obstant això, el 27 de gener la JEC realitzà un segon requeriment de retirada i, a l'endemà, Juvillà ja no constà com a diputat al lloc web de la cambra després que la seva secretària general, Esther Andreu, activés el procediment de substitució «per imperatiu legal i per evitar que s'imputi els funcionaris», tal com comunicà el 3 de febrer a la Mesa.
Tot i així, Juvillà presentà un recurs de cassació al Tribunal Suprem espanyol. Paral·lelament, el 28 de gener, els lletrats de la cambra també ho feren amb un recurs contenciós administratiu que contenia una petició de mesures cautelars per suspendre l'acord de la JEC i defensar de la mateixa forma l'acta de diputat. La decisió de la cambra es prengué el 25 de gener en una votació que rebé 81 vots a favor (ERC, JxCat, CUP i ECP), 17 en contra (Vox i Cs) i 33 abstencions (PSC-Units). El 15 de febrer de 2022, la Secció Quarta del Tribunal Suprem desestimà el recurs interposat per la defensa de Juvillà ja que la seva petició de mesures cautelars fou «genèrica i allunyada de l'examen dels acords» de la JEC i no veié raons de pes per a canviar el criteri que el Tribunal Suprem «ja va fixar en casos anteriors en què la Junta va decidir que hi havia la mateixa causa d'inelegibilitat sobrevinguda», en al·lusió a la retirada l'any 2020 de l'acta de diputat del president de la Generalitat de Catalunya Quim Torra. El 26 de febrer, la diputada de la CUP Nogay Ndiaye manifestà que no pensava substituir Juvillà fins que el Tribunal Suprem es pronunciés sobre l'altre recurs.
Un any i escaig més tard, el 5 d'abril de 2023, el Tribuna Suprem desestimà el recurs presentat per Juvillà contra l'acord d'inhabilitació dictat per la JEC amb l'argumentari que l'aplicació de les disposicions de la LOREG tenen un efecte automàtic per al condemnat penalment. Com a resposta, la defensa exposà que presentaria recurs davant del Tribunal Constitucional espanyol en el període dels següents 20 dies. Tres mesos després, el 4 de juliol de 2023, la sala segona del Tribunal Constitucional espanyol va dictar, per unanimitat i amb el magistrat Enrique Arnaldo com a ponent, la desestimació del recurs d'empara per una causa formal i processal, ja que s'entén de la sentència que el condemnat no ha exhaurit la via judicial procedent i necessària per registrar un recurs d'aquesta naturalesa. Aquell mateix dia, la diputada de la CUP Laia Estrada va manifestar en roda de premsa que aquesta decisió era «una nova evidència de com el poder judicial soscava la sobirania del Parlament (de Catalunya)».
El 2024, amb motiu de l'aprovació de la Llei orgànica d'amnistia per a la normalització institucional, política i social a Catalunya, Juvillà va rebutjar-ne l'aplicació en el seu cas atès que intercedia en la demanda presentada al Tribunal Europeu de Drets Humans contra l'Estat espanyol per «vulnerar la llibertat ideològica i d'expressió de l'independentisme català», sumat al fet que en el seu cas la condemna ja ha estat completament executada, amb la multa abonada i la inhabilitació més que complerta.

## Obra publicada
- EPOCA, l'exèrcit a l'ombra (coescrit amb Ferran Dalmau). Lleida: El Jonc, 2010. ISBN 978-84-933721-8-7.
- El PSUC a les terres de Lleida, 1936-1986 (coescrit amb Antonieta Jarne). Lleida: Pagès Editors, 2014. ISBN 978-84-9975-506-9.
- Primàries de sang (coescrit amb David Marín). Lleida: Pagès Editors, 2019. ISBN 978-84-1303-076-0.
- Assassinat al Consell Polític. Lleida: Pagès Editors, 2021. ISBN 978-84-1303-230-6.[27]
- Del FAC a la reunió de Perpinyà: La vida de Carles Garcia Solé (coescrit amb Jaume Renyer). Lleida: Pagès Editors, 2021. ISBN 978-84-1303-319-8.[28]
- ERAT, l'exèrcit de SEAT. Infiltrats, guerra bruta i moviment obrer durant la Transició.  Manresa: Tigre de Paper, 2023. ISBN 978-84-18705-49-6.
- El vertigen interior. Lleida: Pagès Editors, 2024. ISBN 978-84-1303-519-2.[29]
- Ramon Subirats i Coral. Un més entre els sense veu.  Fundació Centre d'Estudis d'Unitat Popular, 2024. ISBN 978-84-09-59642-3.